# Mesura de probabilitat
Una  mesura de probabilitat  és una mesura P que assigna a cada conjunt en el σ-àlgebra d'un espai mostral, un nombre en l'interval [0, 1] i té les següents propietats:
Sigui E un espai mostral i β un σ-àlgebra de subconjunts d'E Diem que P és una  mesura de probabilitat  en l'espai mostral E si satisfà els següents axiomes:
- Axioma 1 . A cada esdeveniment A que pertany a β li correspon un nombre real  P (A) , tal que:

(1){\displaystyle 0\leq P(A)\leq 1}

- Axioma 2 .

(2){\displaystyle P(E)=1,\quad P(\phi )=0\!}

- Axioma 3 . Si A  1 , A  2  ... són successos mútuament excloents (incompatibles dos a dos, disjunts o d'intersecció buida 2-2),

llavors:

(3){\displaystyle P(A_{1}\cup a_{2}\cup \cdots )=\sum P(A_{i})}